# Деревянный костёл Святых Петра и Павла (Камень)
Костёл Святых Апостолов Петра и Павла — ранее существовавший (до 1944 года) католический храм в деревне Камень Воложинского района. Был расположен близ дороги из Ивенца в Налибоки, на берегу реки Каменки.

## История

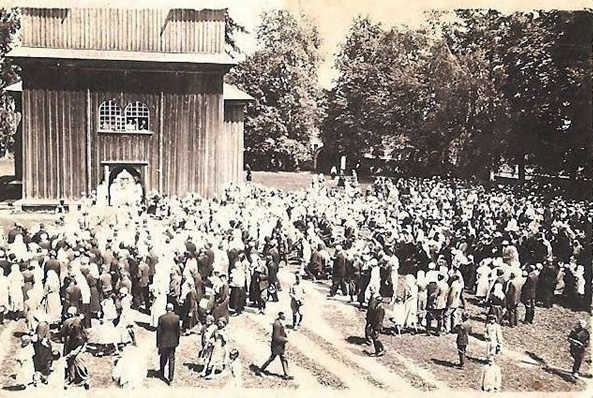
Праздник возле костёла. Начало XX века.

Впервые приход упоминается в письменных источниках в 1451 году виленским каштеляном С. Гедигольдовичем. В 1522 году владельцы местечка Замбжезинские основали в приходе костёл. Следующие владельцы Белозёрья в 1679 году построили  деревянный костёл заново, его реставрировали в 1848 и 1897 годах. Здание сгорело в 1944 году, сохранился лишь забор.
В 1991 году был построен новый костёл с таким же названием.

## Архитектура

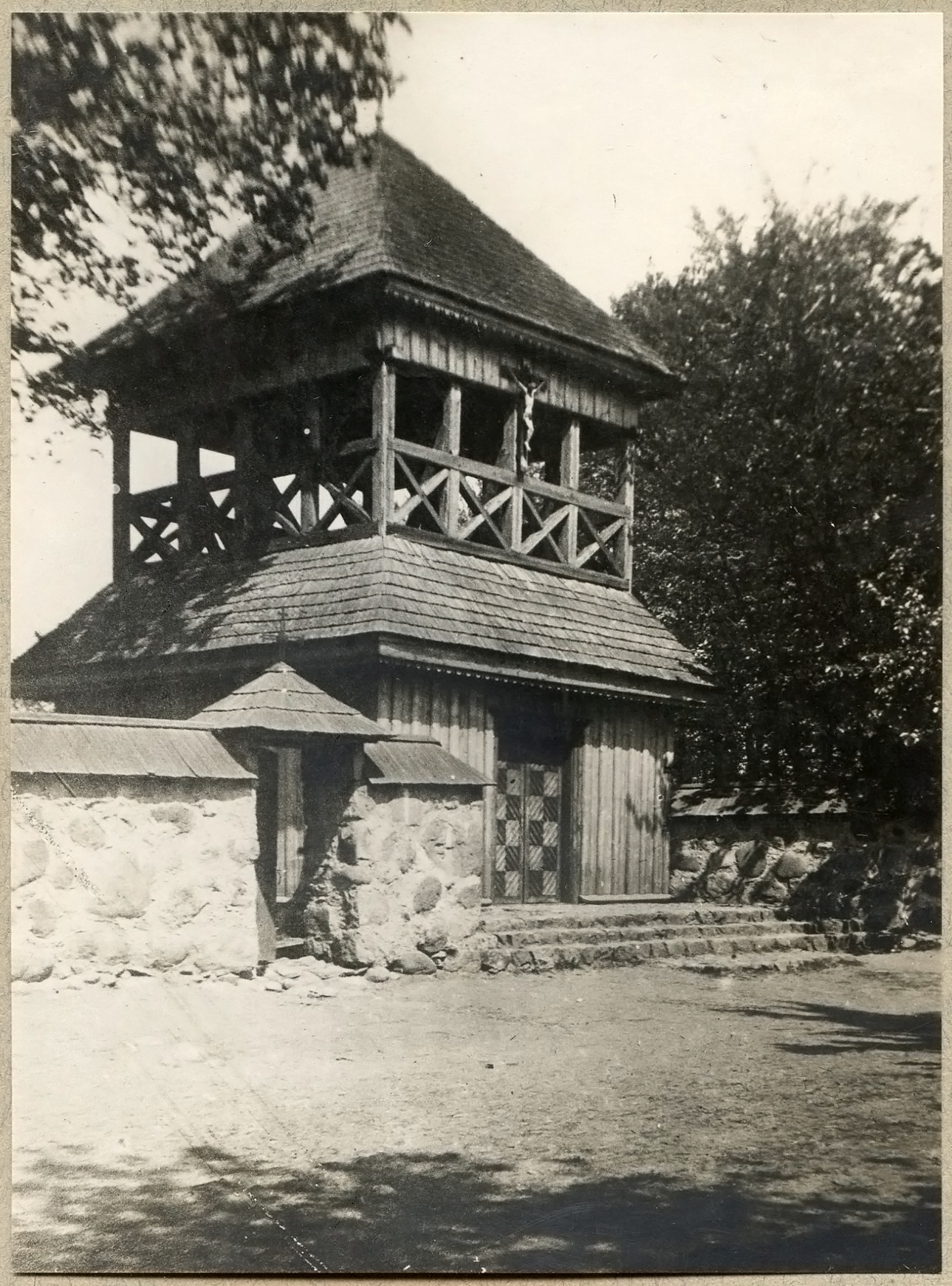
Колокольня. Л. Савицкий, 1912 г.

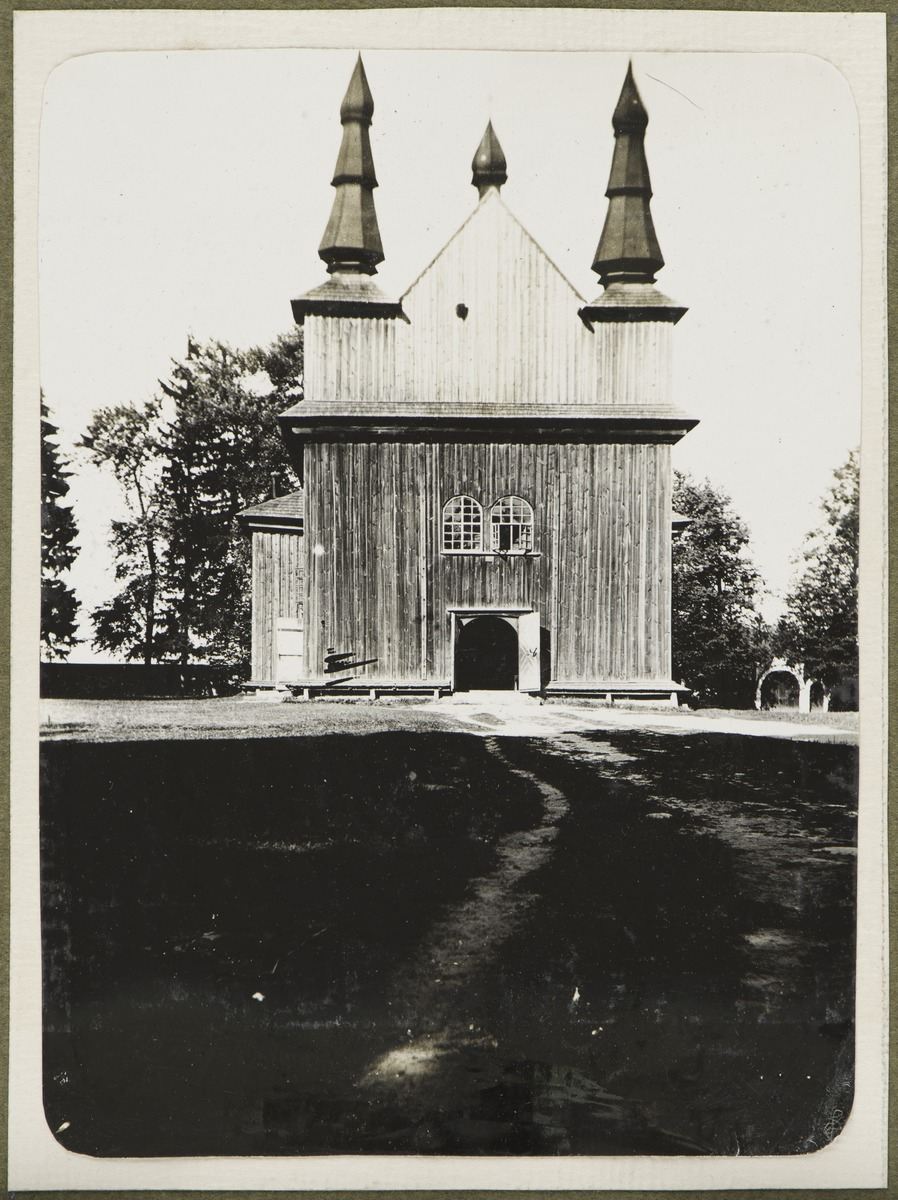
Главный фасад. 1930-е годы

Произведение народного зодчества с элементами стиля барокко. Архитектура представляет собой прямоугольный 3-нефный объём под высокой двускатной крышей с шатром над апсидой. Нижние крылья трансепта выступали по бокам. Главный фасад был обрамлен четырёхгранными башнями, завершенными двухъярусными шатрами с вытянутыми луковичными куполами; центральный треугольный фронтон завершал такой же купол. Вертикально облицованные боковые фасады соединялись двойными арочными окнами и перекладинами в стенах.
Интерьер украшали 5 алтарей в стиле барокко с гипсовыми скульптурами.
Перед костёлом стояла деревянная двухъярусная четырёхгранная колокольня : нижний ярус — бревенчатый с арочным входом, второй — открытый сруб.

## Священники
- 1897—1902 — Петр Янович Янукович;
- 1903-21? — Ян Михайлович Зарака-Зараковский;
- 1906 — Петр Гриб;
- 1907 — Люциан Щерба;
- 1922-25? — Болеслав Цеханович;
- 1926-34? — Юлиан Лавринович;
- 1936-41? — Казимир Рыбалтовский;
- 1941?—43? — Леопольд Авлих;
- 1947-48? — Вацлав Янович Пянтковский.